# Pete Conacher
Charles William "Pete" Conacher Jr., född 29 juli 1932, död 20 oktober 2024, var en kanadensisk professionell ishockeyforward som tillbringade sex säsonger i den nordamerikanska ishockeyligan National Hockey League (NHL), där han spelade för Chicago Black Hawks, New York Rangers och Toronto Maple Leafs. Han producerade 86 poäng (47 mål och 39 assists) samt drog på sig 55 utvisningsminuter på 229 grundspelsmatcher.
Conacher spelade också för St. Louis Flyers, Buffalo Bisons och Hershey Bears i American Hockey League (AHL) och Galt Red Wings och Galt Black Hawks i OHA-Jr.
Han är son till Charlie Conacher; brorson till Lionel Conacher och Roy Conacher samt kusin till Brian Conacher och Murray Henderson.

## Statistik
| 1949–1950      | Galt Red Wings        | OHA-Jr.        | 48  | 25  | 27  | 52  | 22 | —  | —  | —  | —  | —  |
| 1950–1951      | Galt Black Hawks      | OHA-Jr.        | 52  | 32  | 32  | 64  | 10 | 3  | 5  | 6  | 11 | 0  |
| 1951–1952      | Chicago Black Hawks   | NHL            | 2   | 0   | 1   | 1   | 0  | —  | —  | —  | —  | —  |
|                | Galt Black Hawks      | OHA-Jr.        | 51  | 53  | 67  | 120 | 33 | 3  | 3  | 3  | 6  | 0  |
| 1952–1953      | Chicago Black Hawks   | NHL            | 41  | 5   | 6   | 11  | 7  | 2  | 0  | 0  | 0  | 0  |
|                | St. Louis Flyers      | AHL            | 29  | 12  | 16  | 28  | 6  | —  | —  | —  | —  | —  |
| 1953–1954      | Chicago Black Hawks   | NHL            | 70  | 19  | 9   | 28  | 23 | —  | —  | —  | —  | —  |
| 1954–1955      | Chicago Black Hawks   | NHL            | 18  | 2   | 4   | 6   | 2  | —  | —  | —  | —  | —  |
|                | New York Rangers      | NHL            | 52  | 10  | 7   | 17  | 10 | —  | —  | —  | —  | —  |
| 1955–1956      | New York Rangers      | NHL            | 41  | 11  | 11  | 22  | 10 | 5  | 0  | 0  | 0  | 0  |
|                | Buffalo Bisons        | AHL            | 18  | 17  | 15  | 32  | 6  | —  | —  | —  | —  | —  |
| 1956–1957      | Buffalo Bisons        | AHL            | 60  | 26  | 29  | 55  | 16 | —  | —  | —  | —  | —  |
| 1957–1958      | Toronto Maple Leafs   | NHL            | 5   | 0   | 1   | 1   | 5  | —  | —  | —  | —  | —  |
|                | Buffalo Bisons        | AHL            | 48  | 12  | 32  | 44  | 2  | —  | —  | —  | —  | —  |
| 1958–1959      | Belleville McFarlands | OHA-Sr.        | 1   | 0   | 0   | 0   | 0  | —  | —  | —  | —  | —  |
| 1959–1960      | Buffalo Bisons        | AHL            | 56  | 5   | 10  | 15  | 16 | —  | —  | —  | —  | —  |
| 1960–1961      | Hershey Bears         | AHL            | 69  | 11  | 24  | 35  | 4  | 8  | 1  | 2  | 3  | 4  |
| 1961–1962      | Hershey Bears         | AHL            | 70  | 27  | 29  | 56  | 16 | 7  | 2  | 0  | 2  | 5  |
| 1962–1963      | Hershey Bears         | AHL            | 70  | 29  | 24  | 53  | 6  | 15 | 5  | 4  | 9  | 0  |
| 1963–1964      | Hershey Bears         | AHL            | 72  | 34  | 26  | 60  | 12 | 6  | 0  | 3  | 3  | 2  |
| 1964–1965      | Hershey Bears         | AHL            | 63  | 34  | 24  | 58  | 10 | 15 | 8  | 2  | 10 | 4  |
| 1965–1966      | Hershey Bears         | AHL            | 60  | 14  | 20  | 34  | 4  | —  | —  | —  | —  | —  |
| NHL totalt     | NHL totalt            | NHL totalt     | 229 | 47  | 39  | 86  | 57 | 7  | 0  | 0  | 0  | 0  |
| AHL totalt     | AHL totalt            | AHL totalt     | 615 | 221 | 249 | 470 | 98 | 51 | 16 | 11 | 27 | 15 |
| OHA-Jr. totalt | OHA-Jr. totalt        | OHA-Jr. totalt | 151 | 110 | 126 | 236 | 65 | 6  | 8  | 9  | 17 | 0  |

### Internationellt
| Källa:        | Källa:        | Källa:        |         | Utv = Utvisningsminuter | Utv = Utvisningsminuter | Utv = Utvisningsminuter | Utv = Utvisningsminuter | Utv = Utvisningsminuter |
| År            | Lag           | Mästerskap    | Matcher | Mål                     | Assists                 | Poäng                   | Utv                     |                         |
| ------------- | ------------- | ------------- | ------- | ----------------------- | ----------------------- | ----------------------- | ----------------------- | ----------------------- |
| 1959          | Kanada        | VM            | 8       | 7                       | 3                       | 10                      | 2                       |                         |
| Senior totalt | Senior totalt | Senior totalt | 8       | 7                       | 3                       | 10                      | 2                       |                         |